# Bindeshwar Pathak
Bindeshwar Pathak (ur. 2 kwietnia 1943 w Rampur w Biharze, zm. 15 sierpnia 2023 w Delhi) – indyjski socjolog (Patna University, 1980) i działacz społeczny, twórca ekologicznego modelu toalety i założyciel fundacji Sulabh International (1970), która buduje toalety w Indiach.